# NGC 3845
NGC 3845 је спирална галаксија у сазвежђу Лав која се налази на NGC листи објеката дубоког неба.
Деклинација објекта је + 19° 59' 46" а ректасцензија 11h 44m 5,5s. Привидна величина (магнитуда) објекта NGC 3845 износи 14,2 а фотографска магнитуда 15,0. NGC 3845 је још познат и под ознакама MCG 3-30-74, CGCG 97-100, PGC 36470.